# Delicious
A delicious (eredetileg del.icio.us, jelentése ízletes, finom) egy közösségi könyvjelző szolgáltatás („social bookmarking”) ami a world wide weben található weblapokra vonatkozó könyvjelzők tárolását, megosztását, kategorizálását és megtalálását segíti. A lapot Joshua Schachter hozta létre 2003-ban, majd az a Yahoo!-hoz került 2005-ben, ami 2011 április 27-én adta azt el az AVOS Systems cégnek. 2008 végére a szolgáltatás saját bevallása szerint több mint 5,3 millió felhasználó mintegy 180 millió egyedi könyvjelzőjét tartalmazta.

## Felépítés
A lap az ügyfelek által beküldöt címeket egy nem-hierarchikus rendszerben gyűjti, ahol azokat szabadon megadható jelzőkkel („tag”) lehet ellátni, mely a keresés és a kategorizálás legfőbb módszere is egyben: egyrészt lehetséges egy adott jelzőkkel ellátott összes cím kikeresése, illetve lehetséges egy adott címhez rendelt leggyakoribb jelzők megismerése, melyek gyakran a cím legalkalmasabb kategóriáit is szemléltetik, segítve ezzel megtalálásukat.
A teljes adatbázisból összesítő listák is készülnek, melyben a legnépszerűbb, a legfrissebb vagy a legutoljára felfutó címeket ismerhetjük meg, mely például egy jó demonstrálója az internet mémek kialakulásának és a webes trendeknek.
A Delicious az egyik legnépszerűbb közösségi könyvjelző szolgáltatás, melynek oka számos faktor: a weblap felülete igen egyszerű és átlátható, a címek listázása tartalmaz minden szükséges információt anélkül, hogy túlzásba vinné az adatközlés mennyiségét, az eredetileg különleges domain név, egyszerűen használható API, RSS feedek a beépíthetőséghez.
A Delicious használata ingyenes. Bár a lap forráskódja nem érhető el, de a felhasználó a saját adatait bármikor letöltheti számos formában (XML, JSON, szabványos Netscape bookmark formátum).
Alapesetben minden megadott cím nyilvános, de lehetőség van privát és bizonyos személyekkel megosztott bejegyzések készítésére is.
Számos hasonló szolgáltatás létezik néhány nyílt forráskódú változattal együtt.

## Története

A régi del.icio.us logo

A Delicious elődje a Muxway volt, egy linkblog, ami a Schachter által magának jegyzetelt Memepool hivatkozásokból nőtt ki. 2003 szeptemberében lett a del.icio.us első változata nyilvános. 2005-ben teljes munkaidőben a Delicious-on dolgozott, és áprilisban nagyjából 2 millió dollár tőkét kapott az Union Square Ventures és Amazon.com befektetőktől.
A Yahoo! 2005. december 9-én vásárolta meg a szolgáltatást. Számos becslés alapján az ár valahol 15 és 30 millió dollár között lehetett.
Egy 2010. december 16-án kiszivárgott belső Yahoo! meeting anyagaiból arra lehetett következtetni, hogy a lapot a Yahoo! szeretné megszüntetni. Másnap ezt a Yahoo! helyesbítette azzal, hogy a lapot eladni szándékoznak, nem pedig bezárni.
2011 április 27-én a Delicious bejelentette, hogy a lapot az AVOS vásárolta meg. Az üzemeltetést 2011 júliusáig a Yahoo! vállalja, de az összes felhasználó még aznap kapott egy értesítést, hogy hagyják jóvá az adatok átadását mert ellenkező esetben részükre a szolgáltatás megszűnhet.
2014-ben az AVOS a lapot a Science Inc.-nek adta el. 2016 januárban a Delicious Media nevű új egyesülés jelentette be, hogy a szolgáltatást üzemeltetni fogják. 2017 június 1-jén a Delicious-t a Pinboard vásárolta meg és megszüntette a könyvjelző-szolgáltatást a saját fizetős szolgáltatásával lecserélve azt. A könyvjelzők egy ideig elérhetőek voltak „csak olvasható” módban.

## Név
A del.icio.us domain név egy közismert „domain hack” volt, ami az internetes domain rendszer egyes elérhető elemeit nem hagyományos módszerrel használta fel értelmes szavak leírására; ezen esetben a .us (Amerikai Egyesült Államok ritkán használt domainje) végződéshez gyártottak egy elnevezést. Ezt később a szolgáltatás „komollyá tétele” (illetve hivatalos indoklás szerint azért mert „a felhasználók egy része nem tudta helyesen leírni a nevet”) miatt a Yahoo! megváltoztatta, és jelenleg a del.icio.us és delicio.us domainek a delicious.com címre irányítanak át.
Egy Schachterrel készített interjúban elmesélte, hogy alakult ki a név: „Az amerikai .us alatt szerettem volna regisztrálni és egy gyors teszt kiadta azt a hat betűs részt, amivel a legtöbb értelmes szót tudtam képezni. A kezdeti beszélgetések során egy barátom a jó hivatkozások megtalálását »mazsolázgatáshoz« hasonlította, és azt hiszem, a hasonlat egyszerűen megragadt.”
2007. szeptember 6-án Schacter bejelentette, hogy a weblap új neve az áttervezéssel együtt „Delicious”-ra fog változni. Az új forma 2008. július 31-én élesedett.

## Lásd még
- web 2.0